# Anthopleura minima
Anthopleura minima är en havsanemonart som först beskrevs av Ronald Lewis Stuckey och Walton 1910.  Anthopleura minima ingår i släktet Anthopleura och familjen Actiniidae. Inga underarter finns listade i Catalogue of Life.